# Żytniów
Żytniów – wieś sołecka w Polsce położona w województwie opolskim, w powiecie oleskim, w gminie Rudniki.
W latach 1975–1998 miejscowość położona była w województwie częstochowskim.
W skład sołectwa wchodzą ponadto miejscowości Banasiówka, Bliźniaki, Pieńki, Hajdamaki, Ignachy, Wytoka, Stawki Żytniowskie oraz Żurawie.
Wieś Żytniów położona jest na terenach typowo rolniczych z dominacją upraw żyta oraz pszenicy. W sąsiedztwie znajdują się liczne kompleksy leśne, rzeka Prosna, zalew we wsi Psurów, rzeka Warta, zalew we wsi Młyny oraz Załęczański Park Krajobrazowy. We wsi działają dwa gospodarstwa agroturystyczne.
Przez Żytniów przebiega pieszy szlak pielgrzymkowy z Poznania, Kalisza i Ostrowa Wielkopolskiego na Jasną Górę w Częstochowie.
Wieś rodzinna Józefa Żyty, prokuratora generalnego PRL.

## Zabytki
Do wojewódzkiego rejestru zabytków wpisany jest:
- kościół parafialny pw. św. Marcina, drewniany, z XVII w. W 1807 r., przeniesiony z Trzcinicy koło Kępna. Jako jeden z nielicznych drewnianych kościołów w Polsce posiada on krypty oraz podziemne korytarze, które łączą go z plebanią i dawnym dworem. Ze względów bezpieczeństwa podziemia te nie są jednak dostępne dla zwiedzających. W latach 70. XX wieku w kościele był kardynał Karol Wojtyła.

inne obiekty:
- wolnostojąca dzwonnica z 1947 r., obok świątyni
- kamienna Grota z Lourdes.
- dawna granica między zaborem rosyjskim i pruskim przebiegającą między wsią Żytniów i Sternalice, która po odzyskaniu niepodległości do 1939 była granicą państwową między Polską i Niemcami.